# Воскресеновка (Октябрський район)
Воскресе́новка (рос. Воскресеновка) — село у складі Октябрського району Оренбурзької області, Росія.
Стара назва — Воскресенський.

## Населення
Населення — 221 особа (2010; 300 у 2002).
Національний склад (станом на 2002 рік):
- росіяни — 50 %
- казахи — 38 %